# Diareusa imitatrix
Diareusa imitatrix är en insektsart som beskrevs av Ossiannilsson 1940. Diareusa imitatrix ingår i släktet Diareusa och familjen lyktstritar. Inga underarter finns listade i Catalogue of Life.